# Ночные Земли
«Ночные Земли» (англ. The Night Lands) — второй эпизод второго сезона фэнтезийного сериала канала HBO «Игра престолов». Сценарий к эпизоду написали шоураннеры Дэвид Бениофф и Д. Б. Уайсс, а режиссёром стал Алан Тейлор. Премьера состоялась 2 апреля 2012 года, через онлайн-сервис HBO GO в некоторых европейских странах, включая Нидерланды, Польшу и Словению. Кабельное телевидение вещало премьерный показ 8 апреля 2012 года.
Сюжет продолжается с некоторыми из сюжетных линий из премьеры сезона: караван Ночного Дозора, направляющийся к Стене, был остановлен парой Городских стражей, ищущих Джендри; Малый Совет получает условия, предложенные Королём Севера Роббом Старком; Дейенерис в пустыне ждёт возвращения трёх всадников, которых она разослала; а Теон Грейджой возвращается на родину, Железные Острова.
Эпизод был назван «Ночные Земли», в честь обозначения загробного мира на дотракийском языке.

## Сюжет

### В Королевской Гавани
Тирион Ланнистер (Питер Динклэйдж) явившись в свою комнату, обнаруживает свою любовницу Шаю (Сибель Кекилли) и лорда Вариса (Конлет Хилл) за разговором. Варис и Тирион тонко угрожают друг другу: Варис тем, что он может выдать присутствие Шаи во дворце, вопреки указу отца Тириона, а Тирион, что он в ответ убьёт Вариса. Во время собрания Малого Совета королева-регентша Серсея (Лена Хеди) читает условия мира Робба Старка и разрывает его после прочтения, а также письмо от лорда-командующего Ночного Дозора Джиора Мормонта, который просит больше людей на Стену и предупреждает о столкновении Дозора с нежитью. Малый Совет, за исключением Тириона, не принимает письмо Мормонта всерьёз. Позже Тирион ужинает с командующим Городской стражи Яносом Слинтом (Доминик Картер), обсуждая недавнее событие — Городская стража избавилась от бастардов короля Роберта. Когда Янос отказывается признаваться, кто отдал приказ о зачистке, Тирион арестовывает его и изгоняет в Ночной Дозор, назначив Бронна (Джером Флинн) командующим Городской стражей. Позже Серсея ссорится с Тирионом по поводу ссылки Яноса; Тирион понимает, что приказ был отдан королём Джоффри (Джек Глисон). Он напоминает сестре, что «трудно править миллионами людей, жаждущих смерти королевы».

### На Драконьем Камне
Давос Сиворт (Лиам Каннингем) и его сын Маттос (Керр Логан) пытаются убедить старого друга Давоса, пирата Салладора Саана (Лусиан Мсамати), привести свои корабли и присоединиться к ним на войне. В обмен Саан сможет разграбить Королевскую Гавань, но Давос не может обещать ему исполнение второго условия — Саан хочет заполучить королеву. Салладор и Давос выражают своё недовольство преданностью Маттоса Владыке света. Позже Давос говорит Станнису (Стивен Диллэйн) и Мелисандре (Кэрис ван Хаутен) о готовности пирата помочь их армии своими 30 кораблями. Станнис приказывает Давосу и Маттосу выйти из комнаты, Мелисандра соблазняет Станниса и обещает ему сына, если он полностью отдаст себя Владыке Света.

### На Железных Островах
Теон Грейджой (Альфи Аллен) возвращается на родину, но вопреки ожиданиям его никто не встречает. Вскоре молодая женщина, Яра (Джемма Уилан) вызывается отвезти его в замок. Они разделяют конную прогулку на одной лошади до Пайка, во время которой Теон пытается соблазнить её. По прибытии в замок он получает холодный приём от своего отца, Бейлона Грейджоя (Патрик Малахайд). Теон представляет Бейлону предложение от Робба, которое сделает Бейлона королём Железных Островов, но Бейлон отказывается, одновременно оскорбляя Теона за принятие Северных традиций. Бейлон вместо этого хочет взять свою корону вместе с Ярой, которая оказывается сестрой Теона, во главе флота Железных островов, но не намерен бороться с Ланнистерами, что заставляет Теона понять, что вместо этого Бейлон намерен сам захватить Север.

### За Узким морем
Лошадь Ракхаро (Элиес Габел) возвращается в лагерь Дейенерис (Эмилия Кларк), неся его голову в одной из седельных сумок. Сир Джорах Мормонт (Иэн Глен) говорит ей, что это послание от одного из кхалов, которым не нравится идея кхаласара, где правит женщина. Дейенерис клянётся отомстить, пока готовит погребальный костёр для Ракхаро.

### В караване, направляющемся к Стене
Двое из Городской стражи прибывают в караван с королевским ордером в поисках Джендри (Джо Демпси), но их разворачивает Йорен (Фрэнсис Мэджи). Позже Джендри объявляет Арье (Мэйси Уильямс), что знает, что она девочка. После разговора о том, почему Городская стража охотится за ним, узнав, что её отец встречался с Джендри за несколько недель до того, как его казнили, девочка, в свою очередь, тоже признаётся, что она на самом деле Арья Старк.

### За Стеной
Сэмвелл Тарли (Джон Брэдли) помогает Лилли (Ханна Мюррей), одной из дочерей/жён Крастера, когда она сталкивается с лютоволком Джона, Призраком. Сэм просит Джона (Кит Харингтон) взять Лилли с собой, но Джон отказывается, так как они не должны быть вовлечены в семейные дела Крастера. Беременная Лилли отказывается признаться в причинах ухода, но разговор воскрешает подозрения Джона о судьбе сыновей Крастера. Позже ночью Джон замечает, как Крастер несёт новорождённого ребёнка в лес. Он следует за Крастером, видя только, как он возвращается с пустыми руками. Услышав потрескивание льда, он бросается на помощь ребёнку и видит, как Белый Ходок забирает его. Прежде чем Джон начинает погоню за ним, Крастер бьёт Сноу по голове, и тот теряет сознание.

## Производство

### Сценарий
Сценарий эпизода был написан Дэвидом Бениоффом и Д. Б. Уайссом, основанный на оригинальном материале из второго романа серии книг Джорджа Р. Р. Мартина, «Битва королей». Он включает большую часть сюжета из глав Арья II, Тирион II, Арья III, Теон I, часть Дейенерис I, Тирион III, часть Арьи V, часть Тириона V, часть Джона III и часть Теона II (главы 6, 8-12, 19, 20, 23-25 соответственно).
Одним из основных отклонений от книги было удаление персонажа нового командира Городской стражи, сира Джаселина Байуотера, его роль была объединена с уже представленным Бронном. Ещё один персонаж, который был исключён, стал Эйрон Мокроголовый, который не присутствовал, чтобы приветствовать своего племянника Теона на Железных Островах. Вместо этого, его приветствовала его сестра, в сцене, которая в книгах происходила гораздо позднее.
Также, некоторые сцены, которые только подразумевались в книгах, были сделаны явными в эпизоде. Сцены, показывающие как Крастер доставлял новорождённого сына Белым Ходокам и сексуальные отношения между Станнисом и Мелисандрой, были написаны для шоу продюсерами.

### Кастинг
В этом эпизоде появилась семья Теона Грейджоя. Роль его отца, Бейлона Грейджоя, лорда Железных Островов, отошла английскому актёру Патрику Малахайду. Персонаж его сестры был переименован от оригинальных книг (из Аши в Яру), чтобы избежать путаницы с уже персонажем Ошей (пленная одичалая в Винтерфелле), и Джемма Уилан была выбрана на эту роль. Увидев Джемму и Альфи Аллена (Теон Грейджой) играющих вместе, создатели шоу уверили, что они сделали «безумно хорошую пару брата и сестры». Сестра Альфи Аллена, английская поп-звезда Лили Аллен, заявила, что ей предложили роль Яры Грейджой, но отвергла её из-за некоторых сцен, которые было потенциально снимать. Однако, Альфи Аллен категорически отрицает утверждения своей сестры.
Также в эпизоде были представлены три новобранца в клетке, путешествующих с караваном до Ночного Дозора. Троих персонажей кратко были видны в финале первого сезона, которых сыграли неуказанные в титрах статисты. В этом сезоне актёрами стали Энди Беквит в роли Роржа, Джерард Джордан в роли Кусаки и немецкий актёр Том Влашиха в роли таинственного Якена Хгара из вольного города Лората. Влашиха не слышал о сериале, прежде чем пробоваться на участие в ленте из Берлина, но когда он смог увидеть несколько эпизодов во время встречи с продюсерами и режиссёром Аланом Тейлором, он стал энтузиастом и даже прочитал первые книги из серии за пару дней.
И наконец, роль лисенийского пирата Салладора Саана отошла Лусиану Мсамати. Внешность Мсамати, британский темнокожий актёр танзанийского происхождения, отличается от изображения Салладора в книгах, где он описан с типичным светловолосым и светлокожим видом из вольного города Лиса.

### Места съёмок
Эпизод представляет новое местоположение Пайка, сосредоточие власти Грейджоев на Железных Островах. Сцены были сняты в гавани Лордспорт, Баллинтое, в графстве Северной Ирландии Антрим. Съёмки в гавани состоялись 18, 19 и 22 августа 2011 года, и с 15 августа к этой зоне был ограниченный доступ. Местным магазинам и рыбакам, которым пришлось временно причалить свои лодки в близлежащем городе Бэлликасле, производство выплатило компенсации.

## Реакция

### Рейтинги
Рейтинг эпизода остался неизменным с премьеры сезона на прошлой неделе. Число зрителей во время первого вещания достигло 3.8 миллионов зрителей, лишь немного отстав от серийности в 3.9, достигнутой в ходе последнего взноса, что комментаторы считают сильным достижением.
На следующий день после релиза рейтинга второго эпизода, HBO объявило о продлении шоу на третий сезон.

### Реакция критиков
Эпизод «Ночные Земли» получили положительные отзывы от критиков. Мэтт Фоулер из IGN оценил эпизод на 8 из 10 и назвал его «удовлетворительным продолжением премьеры, заполненный менее чем монументальными событиями».